# Paul von Samosata
Paulus von Samosata war in den Jahren 260–268 Bischof von Antiochien und wurde später als Häretiker aus der Kirche ausgeschlossen („exkommuniziert“).

## Politisches Umfeld
Das Wirken des in Samosata (Stadt am Oberlauf des Euphrat) geborenen Paulus in Antiochia fiel in eine politisch unruhige Zeit (siehe Reichskrise des 3. Jahrhunderts). Die Ostgrenze des römischen Reichs wurde von den Persern bedrängt, und Antiochia lag im kurzzeitig bestehenden palmyrischen Reich zwischen Rom und Persien, bis die römische Herrschaft in diesem Raum durch Aurelian im Jahre 272 wieder gesichert wurde.

## Dogmengeschichtliche Bedeutung
Die älteste wie auch Hauptquelle für und über Paulus ist die Kirchengeschichte des Eusebius von Caesarea, 7. Buch, Kapitel 27–30. Die Abschnitte dort sind womöglich erst mehrere Jahrzehnte nach den Ereignissen um Paulus entstanden und offenkundig vom Bemühen getragen, den Monarchianismus und seine mögliche Verwandtschaft mit der Vorstellung von einer einzigen göttlichen Hypostase abzuqualifizieren, da Eusebius und mit ihm die Mehrheit der Bischöfe im Osten des Römischen Reiches in der ersten Hälfte des 4. Jahrhunderts in Nachfolge der Theologie des Origenes das nicht-nicänische, trinitarische Modell der drei Hypostasen Gott Vater, Logos Sohn und Heiliger Geist vertreten hatten. Die Kirchengeschichte bietet bei den Vorwürfen wenig theologischen Inhalt gegen Paul. So notiert Eusebius lediglich (Kirchengeschichte, 7. Buch, Kapitel 27), Paul habe behauptet, Christus sei seiner Natur nach gewöhnlicher Mensch gewesen (siehe dynamischer Monarchianismus). Der Großteil der weiteren geschilderten Vergehen von Paulus zielte auf dessen Amtsführung als Bischof, seinen privaten Lebensstil sowie auf seinen wunderlichen Reichtum aus angeblich fragwürdigen Quellen (Kirchengeschichte, 7. Buch, Kapitel 30).
Paulus von Samosata hatte vielleicht tatsächlich die seinerzeit noch keineswegs häretische Theologie des dynamischen Monarchianismus verbreitet, dass Jesus von Nazaret bis zu seiner Taufe ein irdischer Mensch gewesen sei. Dieser irdische Mensch sei allerdings bei und durch die Taufe auf besondere Weise vom ausgesandten Logos Gottes auserwählt und dann inspiriert worden, so dass der Mensch Jesus sein Streben und Handeln ganz auf Gott hingelenkt habe. Möglich ist auch, dass die anderen, nichttheologischen Vergehen, die ihm vorgehalten worden waren, der eigentliche Anlass der Kritik und Absetzung als Bischof dargestellt haben und man eher begleitend auch nach theologischen Gründen gegen ihn suchte.
Auf einer Kirchensynode in Antiochia im Jahre 264 wurden Pauls Ansichten dann diskutiert. Dessen Aussagen ließen seine Ansichten noch als akzeptabel erscheinen. Erst auf einer Folgesynode im Jahre 268 wurde seine Absetzung als Bischof beschlossen und Domnus I. zum bischöflichen Nachfolger gewählt. Doch Paul trat weiter als Bischof auf, da er wie seine beträchtliche Anhängerschaft die Wahl nicht anerkannte, und so konnte der neue Bischof Domnus I. erst mit Hilfe von Kaiser Aurelian durchgesetzt werden. Bis in die Zeit des Konzils von Nicäa (325) hielten sich offenbar etliche Gemeinden mit Anhängern von Paul, und erst im 5. Jahrhundert verschwanden die theologischen Positionen Pauls aus den Diskussionen. Paul von Samosata wird in Kanon 19 des Ersten Konzils von Nicäa erwähnt.